# 9686 Кеезом
9686 Кеезом (9686 Keesom) — астероїд головного поясу, відкритий 24 вересня 1960 року.
Тіссеранів параметр щодо Юпітера — 3,597.
Названо на честь голландського фізика В. Х. Кеезома (Willem Hendrik Keesom), (1876-1956), що спеціалізувався на дослідженнях у галузі фізики кріогенних температур.